# Танагра блакитна

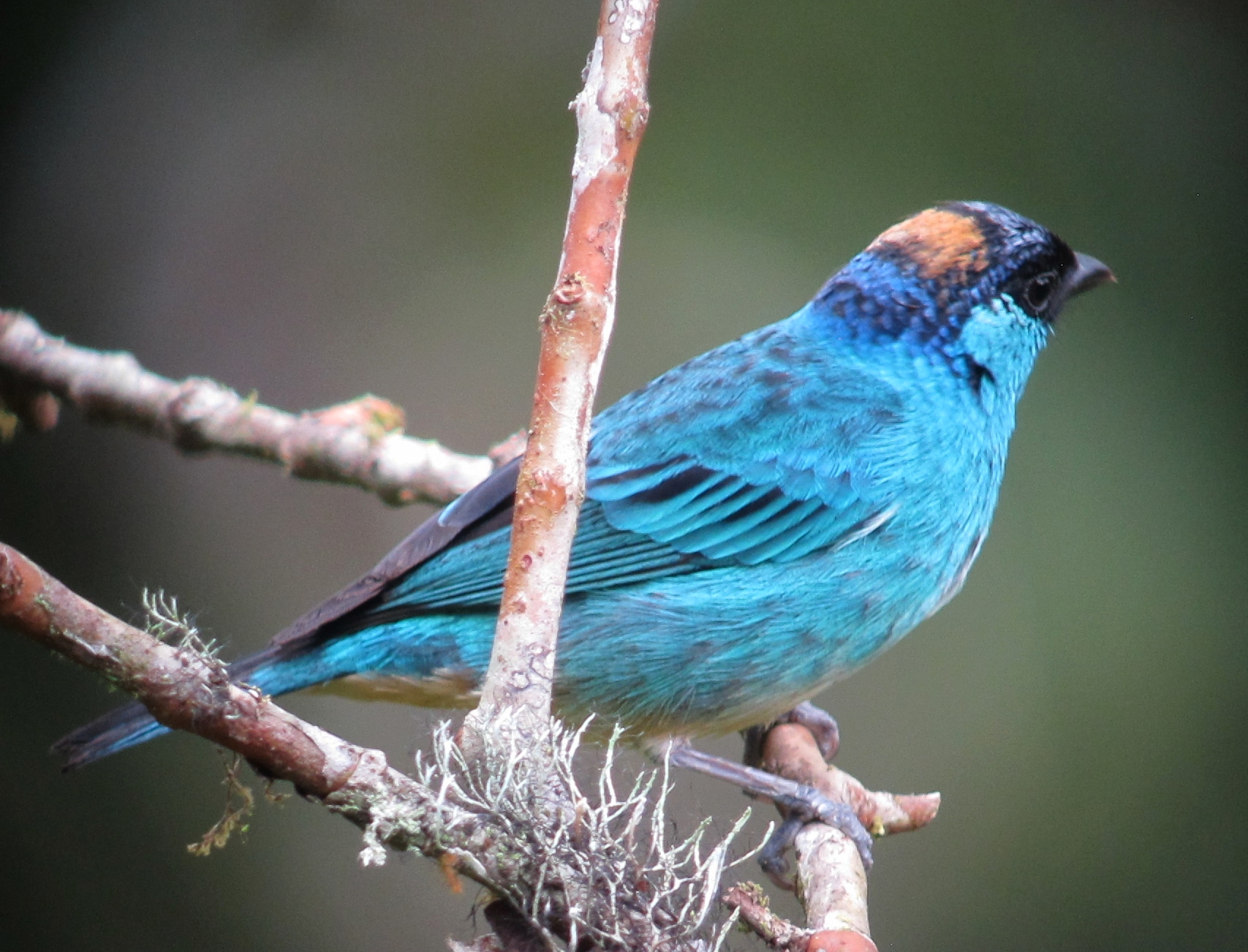
Блакитна танагра

Тана́гра блакитна (Chalcothraupis ruficervix) — вид горобцеподібних птахів родини саякових (Thraupidae). Мешкає в Андах. Раніше блакитну танагру відносили до роду Танагра (Tangara), однак за результатами молекулярно-генетичного дослідження, яке показало поліфілітичність цього роду, її було переведено до відновленого монотипового роду Блакитна танагра (Chalcothraupis).

## Опис
Довжина птаха становить 13 см. На тімені золотисто-охриста смуга. Представники північних підвидів мають бірюзово-блакитне забарвлення, верхня частина тіла у них поцяткована чорними і фіолетово-синіми смужками. У представників південних підвидів забарвлення є тьмянішим, кобальново-синім, чорні смуги на потилиці у них відсутні.

## Підвиди
Виділяють шість підвидів:
- C. r. ruficervix (Prévost & Des Murs, 1842) — Колумбійські Анди;
- C. r. leucotis (Sclater, PL, 1851) — західний Еквадор;
- C. r. taylori (Taczanowski & Berlepsch, 1885) — південно-східна Колумбія, схід Еквадору і північ Перу;
- C. r. amabilis (Zimmer, JT, 1943) — північне і центральне Перу (на південь до Уануко);
- C. r. inca (Parkes, 1969) — південне Перу (на південь від Хуніну);
- C. r. fulvicervix (Sclater, PL & Salvin, 1876) — Болівійська Юнга (Ла-Пас, Кочабамба).

Деякі дослідники виділяють південні підвиди у окревий вид Chalcothraupis fulvicervix.

## Поширення і екологія
Блакитні танагри мешкають в Колумбії, Еквадорі, Перу і Болівії. Вони живуть у вологих гірських тропічних лісах Анд та на узліссях. Зустрічаються парами або невеликими зграйками, на висоті від 1100 до 2400 м над рівнем моря. Часто приєднуються до змішаних зграй птахів. Живляться переважно плодами, а такох комахами, яких шукають серед листя.